# Tinie Wormbrug
Tinie Wormbrug (Brug 776) is een bouwkundig kunstwerk in Amsterdam Nieuw-West.
De brug is gelegen in de Osdorper Binnenpolder, een gebied dat eeuwenlang agrarisch van opzet was. In de jaren zestig legde de gemeente Amsterdam hier op uitgebreide schaal volkstuincomplexen aan. Om die gebieden te ontsluiten werd infrastructuur aangelegd met bijvoorbeeld de Baron Schimmelpenninck van der Oyeweg en Joris van de Berghweg. De dichtstbijzijnde hoofdverkeersweg was de Osdorperweg, die van de terreinen gescheiden was/is door de Osdorpervaart. Om de terreinen te ontsluiten werd in de weg een kruising aangelegd ter hoogte van Osdorperweg 714 en over de vaart kwam een brug die het midden houdt tussen een daadwerkelijke brug en duiker. De brug dateert uit de periode rond 1970.
De brug/duiker is van grof korrelig beton met daarop dikke metalen blauwe balustrades. De overspanning is circa zes meter lang en breed.
Per 4 september 2020 heet de brug Tinie Wormbrug, vernoemd naar plaatselijke bewoonster Tinie Worm-De Boer (1943-2015), die samen met haar man een veehouderij aan de Osdorperweg had en zich inspande voor Oud-Osdorp door middel van onder andere het organiseren van het festival Over de rand.

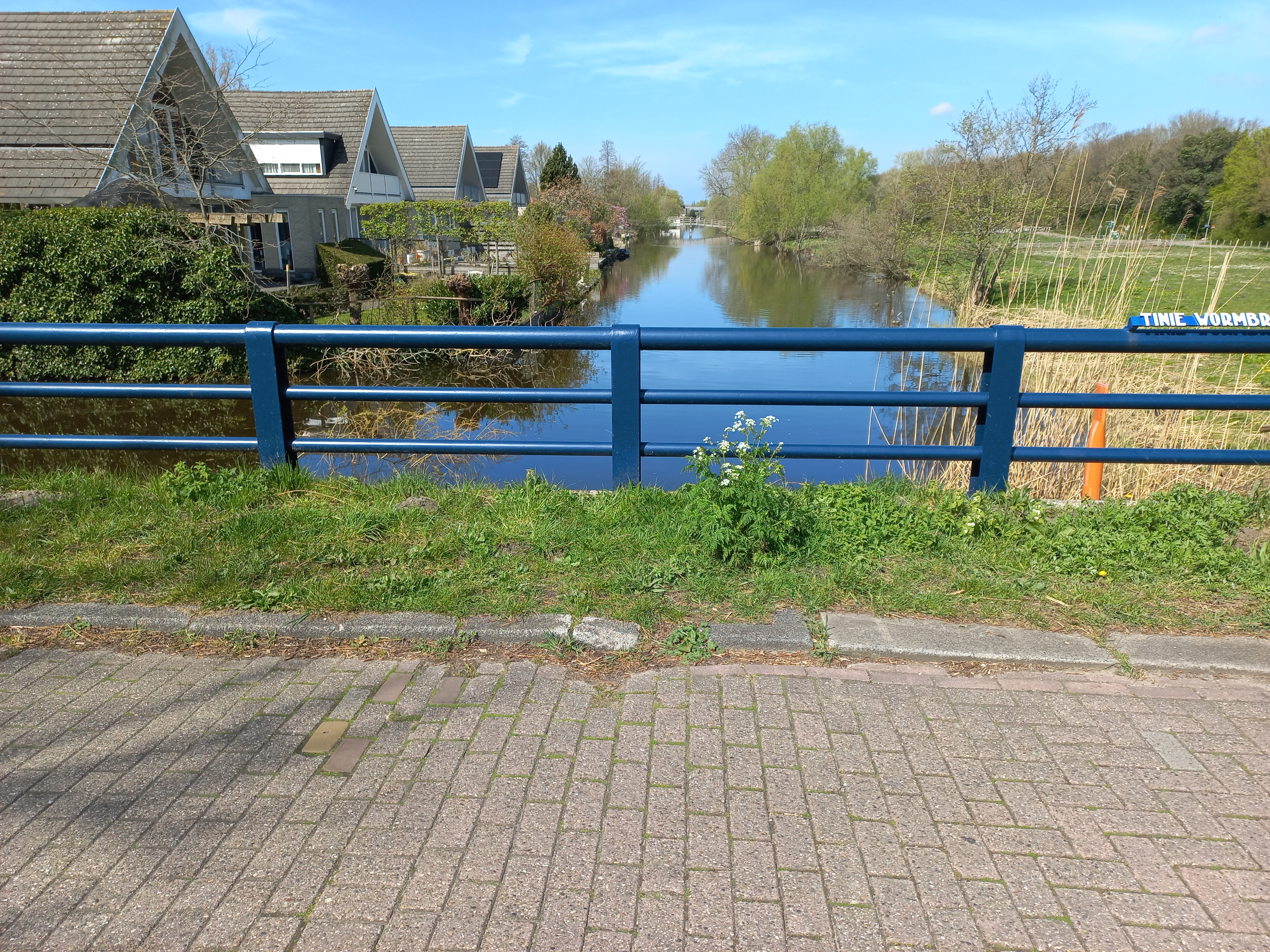
Uitzicht richting westen vanaf de brug (april 2022)

<<< · 700 · 701 · 702 · 703 · 704 · 705 · 706 · 707 · 708 · 709 · 710 · 711 · 712 · 713 · 714 · 715 · 716 · 717 · 718 · 719 · 720 · 721 · 722 · 725 · 726 · 729 · 730-738 · 739 · 740 · 741 · 742 · 743 · 744 · 745 · 746 · 747 · 748 · 749 · 751 · 752 · 753 · 754 · 755 · 756 · 757 · 758 · 759 · 760 · 761 · 762 · 763 · 764 · 765 · 766 · 767 · 768 · 769 · 770 · 771 · 772 · 773 · 775 · 776 · 777 · 778 · 779 · 780 · 781 · 782 · 783 · 784 · 786 · 787 · 788 · 789 · 790 · 791 · 792 · 793 · 794 · 795 · 797 · >>>
Brugnummers  723, 724, 727, 728, 750, 774, 785, 796 (niet gerealiseerde brug over de Slotervaart), 798 en 799 zijn niet vergeven.